# Hlboký potok (dopływ Lúžňanki)

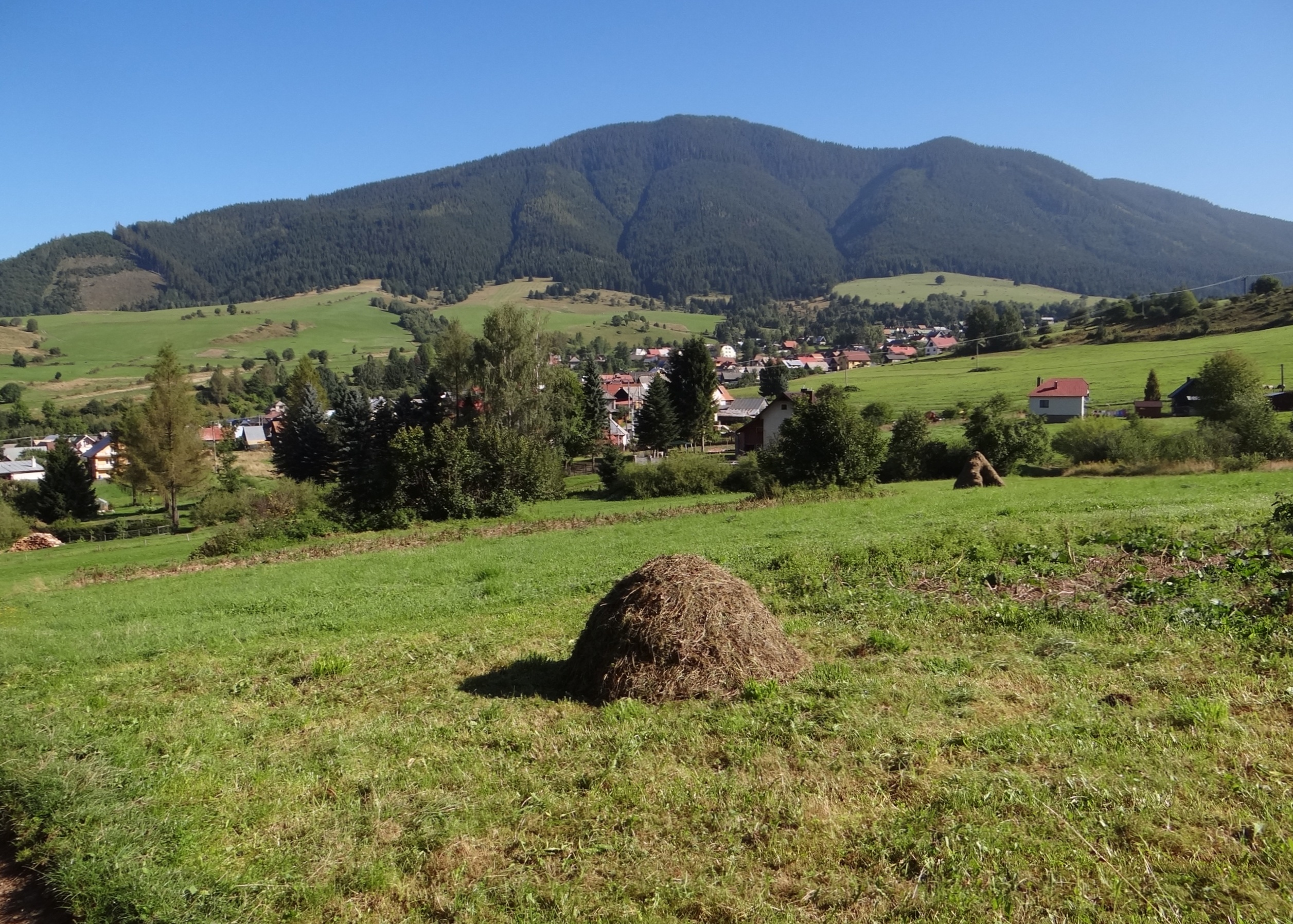
Południowe stoki szczytu Tlstá i wcinające się w nie dolinki potoków

Hlboký potok – potok na Słowacji, prawy dopływ potoku Lúžňanka. Spływa z południowych stoków szczytu Tlstá (1555 m) w Niżnych Tatrach na Słowacji. Jego dolina wciosowa ciągnie się niemal pod szczyt, ale woda w potoku pojawia się dopiero na wysokości około 1000 m, tuż poniżej lasu, na polach uprawnych miejscowości Liptovská Lúžna. Górną częścią dolinki spływa woda tylko po większych opadach deszczu i podczas wiosennych roztopów, Tlstá zbudowana jest bowiem z wchłaniających wodę porowatych skał osadowych. 
Jest to bardzo krótki potok. Uchodzi do  Lúžňanki na wysokości około 810 m w zabudowanym obszarze miejscowości Liptovská Lúžna.